# Miguel Figueroa y García
Miguel Figueroa y García (Cárdenas, 1851-La Habana, 1893) fue un político, orador, periodista y jurista cubano, diputado en las Cortes de la Restauración.

## Biografía
Nacido el 29 de septiembre de 1851 en Cárdenas, perteneció al Partido Autonomista. Teniendo apenas dieciocho año fundó el periódico  Farol del que solamente se publicaron algunos números. Se recibió de abogado en España y regresó a Cuba poco después con el fin de ejercer su profesión. Obtuvo escaño de diputado a las Cortes, por Santa Clara, en 1886. Lo nombraron diputado de nuevo en 1893 por Santiago de Cuba, pero su mal estado de salud no le permitió tomar posesión del cargo. Falleció, joven todavía, el 6 de julio de 1893 en La Habana y fue enterrado en el cementerio de Colón. Fue abolicionista.